# Charles Brunier

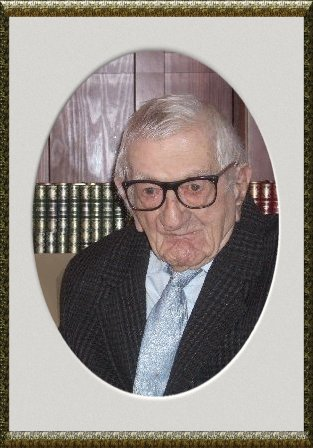
Charles Brunier

Charles Brunier (n. París; 31 de mayo de 1901 - f. Domont (Francia; 26 de enero de 2007) fue un combatiente en la I y II Guerra Mundial.
Combatiendo en la I Guerra Mundial en Siria le fue concedida la Cruz de Guerra. El 17 de junio de 1923 es condenado a trabajos forzosos a perpetuidad por el asesinato de un proxeneta. Para cumplir su condena es enviado a la isla del Diablo en la Guyana Francesa. Intentó evadirse en tres ocasiones: 1925, 1926 y 1928. Después de su tercer intento es conducido de nuevo a la isla del Diablo donde conocerá a Henri Charrière con el que intentará en 1936 una nueva intentona de escapada.
En 1939 consigue escapar y llega hasta México donde escucha el llamamiento en junio de 1940 del General de Gaulle. Se alista en las Fuerzas francesas libres formando parte del Comando México encargado de observar el movimiento de los submarinos alemanes en el mar Caribe. Más tarde pasa al Norte de África donde se une a las tropas del General Leclerq. Acaba la guerra con el grado de subteniente siendo condecorado personalmente por el general De Gaulle.
Una vez acabado el conflicto es reenviado de nuevo al presidio del que saldrá en 1948 gozando de una gracia por su conducta durante la guerra.
En 1993 es acogido en el asilo de Domont.
En el año 2005, Brunier es página de actualidad al declarar que la novela y posterior película Papillon está basada en sus propias aventuras. Parece ser que la novela de Henri Charrière no es autobiográfica sino el compendio de las historias de varios reclusos que el autor narró en primera persona. En favor de Brunier cabe destacar las fuertes similitudes entre él y el protagonista de la novela como su tatuaje y pulgar atrofiado.
Falleció en Domont, Francia a la edad de 105 años.
- Datos: Q2958631
- Multimedia: Charles Brunier / Q2958631